# SN 2010A
SN 2010A – supernowa typu Ia-pec odkryta 4 stycznia 2010 roku w galaktyce UGC 2019. W momencie odkrycia miała maksymalną jasność 16,00m.